# Диканський Микола Сергійович
Мико́ла Сергі́йович Дика́нський (30 липня 1941, селище Новий Донбас (нині місто Мирноград, Донецька область, Україна) — російський фізик українського походження, доктор фізико-математичних наук, професор, академік РАН, ректор Новосибірського державного університету з 1997 до 2007 року, завідувач об'єднаної лабораторії Інституту ядерної фізики ім. Г. І. Будкера Сибірського відділення Російської академії наук (Новосибірськ).

## Життєпис
Фізикою захопився у п'ятому класі, коли у школі почали викладати цей предмет. Після закінчення школи у 1959 році вирішив далі вивчати фізику, але в рідному місті не було відповідних навчальних закладів. Почав готуватися до вступних іспитів до Московського фізико-технічного інституту, але переплутав дату початку іспитів і не встиг. В цей час побачив повідомлення про набір абітурієнтів до Новосибірського державного університету, який відкрився якраз того року. Вступив на фізичний факультет цього вишу і закінчив його у 1964 році. Після цього продовжив навчання в аспірантурі Інституту ядерної фізики ім. Г. І. Будкера Сибірського відділення РАН, яку закінчив 1967 року.
У 1969 році захистив дисертацію на здобуття наукового ступеня кандидата фізико-математичних наук. У 1976 році — став доктором фізико-математичних наук. У 1981 році йому було присвоєно вчене звання професора. З 1982 до 1990 року був деканом фізичного факультету Новосибірського державного університету і завідувачем відділом Інституту ядерної фізики ім. Г. І. Будкера Сибірського відділення Академії наук СРСР. У 1990 році обраний членом-кореспондентом Академії наук СРСР. З 1990 до 1996 був завідувачем кафедри фізики і техніки прискорювачів Новосибірського державного університету, а з 1997 до 2007 року перебував на посаді ректора цього вишу. У 2011 році обраний академіком Російської академії наук.

## Наукова діяльність
Досліджував динаміку руху частинок у прискорювачах і накопичувачах із зустрічними пучками. Розробив теорії синхробетатронних резонансів і нелінійних когерентних резонансів; теорію когерентної взаємодії пучків з елементами вакуумних камер-накопичувачів. Досліджував метод охолодження пучків тяжких частинок. Керував розробленням серії технологічних прискорювачів «ПРИЗ», «ЛУИ», «ИОН» на енергії 200—1500 кеВ.

## Педагогічна діяльність
Підготував 15 кандидатів наук, 5 докторів наук, один з яких став членом-кореспондентом Російської академії наук.

## Громадська діяльність
- Член Комітету наукової політики Міністерства науки і технологій РФ до 1992 року
- Член ICFA — Міжнародного Комітету з майбутніх прискорювачів (з 1998)
- Член Комітетів «Machine Advisory Committee» Стенфордського університету (США), дослідницьких центрів Цукуба і Riken (Японія)
- Регіональний редактор Міжнародного журналу «Particle Accelerators»
- Член редколегії журналу «Nuclear Physics in Europa»
- Член Президії Сибірського відділення РАН (з 1998)
- Член Президії Асоціації класичних університетів Росії (з 2001)
- Голова Вченої ради Новосибірського державного університету (з 1997)
- Член Об'єднаної Вченої ради Сибірського відділення РАН з фізичних наук (з 1985)
- Член Головної ради наукової програми «Університети Росії»

## Нагороди
- Лауреат Державної премії Російської Федерації (2002)
- Медаль «Ветеран праці» (1986)
- Диплом III Премії Державного комітету СРСР з народної освіти (1990)
- Орден «Пошани» (1999)
- Нагрудний знак «Почесний працівник вищої професійної освіти Російської Федерації» (2001)
- Почесний нагрудний знак Асоціації сприяння промисловості Франції (SPI) (2001)

## Праці
- Быстрое электронное охлаждение в диапазоне малых относительных скоростей // Третья Международная конференция по ускорителям частиц высоких энергий, Новосибирск, 1986 г. Новосибирск, 1987. Т. 1
- Влияние знака заряда иона на силу трения при электронном охлаждении // ЖЭТФ. 1988. Т. 94, № 1
- Физика интенсивных пучков в накопителях. Новосибирск, 1989 (англ. перекл. — New York, 1994)
- Physics of intense beams in storage rings. New York, 1994 (усі — у співавторстві)